# U-52
L'U-52 fu un sommergibile tedesco tipo VIIB al servizio della Marina militare tedesca durante la seconda guerra mondiale. Partecipò alla battaglia dell'Atlantico, affondando 13 navi, e fu a sua volta inabissato dal suo stesso equipaggio a Kiel, il 3 maggio 1945.

## Storia
L'U-52 fu completato nei cantieri Germaniawerft di Kiel il 21 dicembre 1938 ed entrò in servizio nella Kriegsmarine (la marina militare nazista) il 4 febbraio 1939 affidato al Oberleutnant zur See Wolfgang Barten. Il primo pattugliamento di guerra iniziò il 19 agosto a Kiel e terminò, senza alcun affondamento di navi nemiche, nella stessa città il 17 settembre.
Il 14 novembre il comando passò al Kapitänleutnant Otto Salman e per l'U-52 questo fu il periodo d'oro della sua carriera; infatti l'ordine di attaccare le tredici navi che l'U-52 affondò durante tutta la sua vita operativa partì proprio da quest'ufficiale. Il 20 febbraio 1940 il sommergibile partì per Helgoland da dove diresse per Wilhelmshaven, salvo poi tornare a Helgoland il 27 febbraio. Lo stesso giorno iniziò il secondo giro di pattuglia nell'oceano Atlantico che si concluse, ancora senza vittorie, a Wilhelmshaven il 4 aprile. Tre giorni dopo, l'U-52 ripartì per il mare aperto, ma quando ritornò a Kiel, il 29 aprile, ancora non aveva affondato nessuna imbarcazione nemica.
L'U-52 fece le prime vittime nel corso della sua quarta uscita in mare, avvenuta dall'8 giugno al 21 luglio 1940 (con termine alla base sommergibili di Lorient). Il 19 giugno furono affondati il mercantile britannico The Monarch di 823 tonnellate, raggiunto da un siluro alle 04:57 ad ovest di Belle Île, e il cargo belga Ville de Namur da 7.463 tonnellate, colpito da due siluri alle 20:05 e affondato nel giro di cinque minuti ad ovest di La Rochelle. Otto Salman, il comandante dell'U-52, ritenne che il cargo belga stesse trasportando armi nascoste sotto una struttura di legno sul ponte, che in realtà era una stalla per cavalli. Alle 4:11 del 21 giugno, l''U-52 lanciò un siluro sul mercantile finlandese Hilda (1.144 t), che affondò nel Golfo di Biscaglia. L'ultima vittoria conseguita da Salman, nel corso del pattugliamento, giunse il 14 luglio 1940 (una settimana prima del ritorno a Lorient) ai danni del mercantile greco Thetis A. da 4.111 t, avvistato alle 16:33 e centrato a metà scafo da un siluro alle 18:13 a sud-ovest delle Isole Scilly. Il siluro non esplose, ma cinque minuti dopo, un altro affondò la nave.
Quasi altrettanto fortunato fu il quinto pattugliamento. L'U-52 salpò da Lorient per intercettare il convoglio HX-60 il 27 luglio 1940 e il 4 agosto affondò tre mercantili, tutti battenti bandiera britannica e tutti a nord-ovest di Gweedore: il Gogovale e il King Alfred (rispettivamente 4.586 e 5.272 tonnellate, colpiti verso le 3:35), e il Geraldine Mary (7.244 tonnellate, spezzato a metà da un siluro alle 9:22 e affondato due ore dopo). L'azione non fu indolore per l'U-52, che fu danneggiato da cariche di profondità che lo costrinsero a circa tre mesi di riparazioni una volta rientrato il 13 agosto a Kiel. Il 17 novembre 1940 l'U-52 e il suo equipaggio ripartirono per una nuova missione, stavolta per arrecare danno al convoglio HX-90. Alle 7:25 del 2 dicembre, Salman diede il via libera al lancio dei siluri che affondarono il mercantile britannico Goodleigh da 5.448 tonnellate; circa dieci minuti dopo, un altro mercantile britannico, il Tasso, di 1.586 tonnellate, affondò dopo essere colpito da un siluro dell'U-52. Entrambe le imbarcazioni furono avvistate al largo di Gweedore. Il 22 gennaio 1941 l'U-Boot mollò nuovamente gli ormeggi da Lorient per una nuova crociera. La mattina del 4 febbraio fu avvistato e affondato il mercantile norvegese Ringhorn di 1.298 tonnellate (parte del convoglio OB-280) e il 10 febbraio stessa sorte toccò al mercantile britannico Canford Chine (parte del convoglio OG-52) di 3.364 tonnellate, finito in fondo al mare a sud-ovest di Rockall. Ottenuti questi due successi, l'U-52 tornò a Lorient il 24 febbraio.
Il 3 aprile 1941, Otto Salman portò l'U-52 nella sua ultima missione di guerra. Il 10 aprile fu affondato il mercantile olandese Saleier di 6.563 tonnellate, rimasto isolato dal convoglio OB-306 di cui faceva parte e inabissatosi dopo circa un'ora; quattro giorni dopo, il 14 aprile, l'U-52 mise a segno la sua ultima vittoria nel corso della guerra, affondando al largo di capo Farvel il traghetto belga Ville de Liège da 7.430 tonnellate. Il sommergibile approdò a Kiel il 1º maggio 1941 senza mai aver perso un uomo durante operazioni di guerra.
Il comando passò quindi a vari ufficiali e l'U-52 fu destinato nella riserva fino all'ottobre 1943, quando fu danneggiato da un bombardamento aereo a Danzica. Trasferito a Kiel, non ritornò mai più operativo e il 3 maggio 1945 l'equipaggio lo affondò per non farlo cadere in mano Alleata. In totale affondò 13 navi per complessive 56.333 tonnellate.